# Prohresivka, Berezanka
Prohresivka (în ucraineană Прогресівка) este un sat în comuna Tașîne din raionul Berezanka, regiunea Mîkolaiiv, Ucraina.

## Demografie
Componența lingvistică a localității Prohresivka
     Ucraineană (92,09%)
     Rusă (6,47%)
     Română (1,2%)
     Alte limbi (0,24%)
Conform recensământului din 2001, majoritatea populației localității Prohresivka era vorbitoare de ucraineană (92,09%), existând în minoritate și vorbitori de rusă (6,47%) și română (1,2%).